# Rhachithecium papillosum
Rhachithecium papillosum là một loài rêu trong họ Rhachitheciaceae. Loài này được (R.S. Williams) Wijk & Margad. mô tả khoa học đầu tiên năm 1960.